# Elkin Umbagai
Elkin Umbagai (* 19. Februar 1921 in Kunmunya, Western Australia, Australien; † 24. Januar 1980 in Derby (Western Australia), Australien) war eine australische Lehrerin und Informantin der indigenen Kultur.

## Leben und Werk
Umbagai wurde in der Presbyterianischen Missionsstation Kunmunya als Tochter der Aborigines Ernest Nyimandooma und Ruby Marutja geboren. Der Name Elkin war eine anglisierte Version des Worora-Wortes für eine Muschel Nyalikanya. Ihre Mutter war die Hausangestellte des Geistlichen James Robert Beattie Love, der von 1927 bis 1940 mit seiner Frau die Missionsstation leitete, und ihr Vater half Love, Teile der Bibel in Worora zu übersetzen. Ihre Eltern vermittelten zwischen Aborigines und Missionaren und informierten die Europäer über die Sprache und Kultur der Wororas. Sie wurde an der Missionsschule ausgebildet und war angeblich die erste Australierin, die das Dolmetscherabzeichen der Girl Guides Association erhielt, weil sie in einer indigenen Sprache und Englisch lesen und schreiben konnte. Sie korrespondierte mit Love, nachdem er Kunmunya verlassen hatte. Sie wurde nach traditioneller Sitte verheiratet und als ihr Mann starb, heiratete sie nacheinander weitere zweimal und wurde wiederum Witwe. In den späten 1940er Jahren wurde sie die Frau von Sambo Umbagai.
Nachdem die Missionsstation Kunmunya 1956 geschlossen worden war, gründeten die Familie Umbagai und andere Familien die Mowanjum-Community, die 9,6 km von der Gemeinde Derby entfernt außerhalb ihres traditionellen Landes lag. Umbagai unterrichtete an der örtlichen Schule und arbeitete im Native Hospital. Sie unterrichtete Forscher in den Bereichen Linguistik, Anthropologie und Archäologie. Sie erstellte historische Notizen für Maisie McKenzies Missionsgeschichte  Road to Mowanjum  und sie sammelte Material für  Visions of Mowanjum , Adelaide, 1980, und Peter Lucichs Sammlung  Children's Stories from the Worora , Canberra, 1969. Sie reiste mit christlichen Gruppen und war fasziniert von technologischen Veränderungen und neuen Ideen, die die Lebensweise ihrer Leute verbessern könnten. 1967 wurde sie zur Kimberley-Großmutter des Jahres ernannt. Sie litt an Diabetes mellitus und starb am 24. Januar 1980 in Derby.